# Balearen-Meer
Das Balearen-Meer, auch Balearische See oder Iberisches Meer, ist ein Abschnitt des Mittelmeeres zwischen den Balearen und dem spanischen Festland.

## Abgrenzung

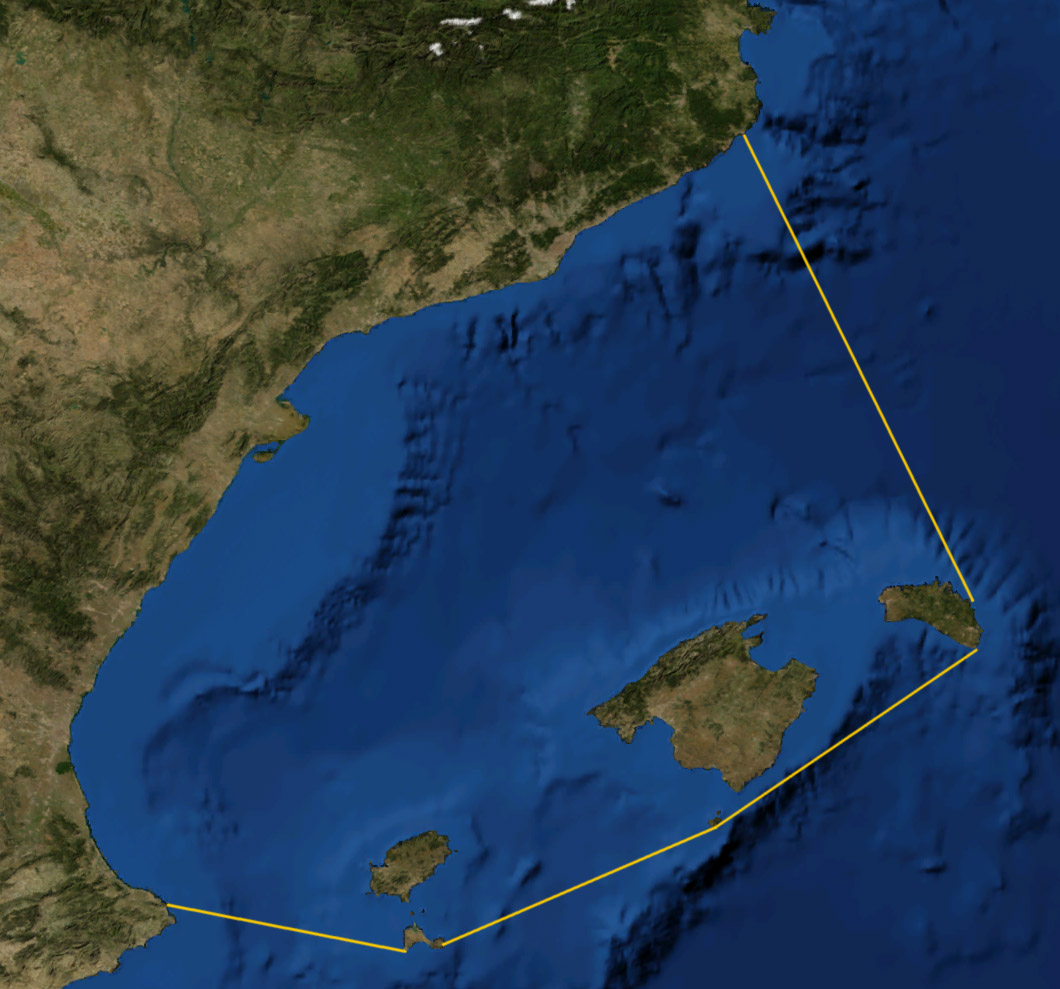
Digitales Geländemodell des Balearen-Beckens, mit Grenzen des Balearen-Meers

Der Name der Meeresregion entstammt noch der römischen Geographie, lateinisch Mare Balearicum, oder Mare Ibericum, Mare Hispanum, und meint das Meer, hinter dem die Provinz Hispania lag, wobei der Begriff auch umfassend für die ganze Meeresregion vor der spanischen Küste und um die Balearen gesehen wurde.
Das Balearische Meer wurde von der International Hydrographic Organization (IHO) als eigenständige Untergliederung des Mittelmeeres definiert.
- Im Südwesten vom Cabo de San Antonio (38° 50′ N, 0° 12′ O) bis zum Cabo Berberia, der Südwestspitze von Formentera

- Im Südosten entlang der Südküste Formenteras, dann von Punta Rotja, dem östlichen Punkt der Insel, zur Südspitze der Isla Cabrera (39° 7′ N, 2° 54′ O) und zur Isla del Aire, vor der Südspitze von Menorca

- Im Nordosten die Ostküste Menorcas bis zum Cabo Favaritx  (40° 0′ N, 4° 14′ O) zum Cabo San Sebastian (41° 54′ N, 3° 10′ O)

Nach dieser Definition gehören die Balearischen Inseln komplett zur Meeresregion, ebenso die kleine Inselgruppe der Columbretes.

## Hydrologie
Hauptzufluss des Meeres ist der Ebro.